# Église de l'Annonciation de Gorodichtche
L'église de l'Annonciation de Gorodichtche est un édifice religieux orthodoxe situé au sud de la ville de Veliki Novgorod dans l'enceinte du Riourikovo Gorodichtche à l'extrême nord du Lac Ilmen, sur la rive droite du Volkhov. Elle fait partie des édifices de l'époque pré-mongole de la Rus'. Elle figure sur la liste du Patrimoine mondial et du patrimoine russe protégé. 

## Histoire
Le fils de Vladimir II Monomaque, Mstislav le Grand, prince de Novgorod, fait construire l'église en 1103. Des maîtres de Kiev, peut-être assistés ou dirigés par « Maître Pierre », réalisent l'ouvrage. Ce Maître Pierre est un des rares architecte de l'époque pré-mongole dont on a conservé le nom qui est inscrit notamment sur une dalle de l'église Saint-Georges. Ce type d' architecte cumulait ces fonctions avec celles de maître-maçon.
L'église ne subsiste qu'à l'état de ruines. Reconstruite en 1342-1343 par l'archevêque Basile, elle a été détruite par les Allemands pendant la Seconde Guerre mondiale, en 1941.

## Architecture
Malgré sa destruction, on sait qu'elle était visible des quatre points cardinaux et qu'elle comptait trois nefs, six piliers, un narthex et une tour d'escalier carrée au nord-ouest comme celle de l'Église Saint-Georges ou encore celle de cathédrale de la Nativité de la Vierge du monastère Saint-Antoine. L'église de l'Annonciation était également semblable quant à son architecture à celle de église Saint-Nicolas sur la Lipna.
L'appareillage des murs présente une particularité importante. Il est mixte : les briques plates et les pierres calcaires sont noyées dans la maçonnerie. Pour ce faire un coffrage était nécessaire pour fourrer les murs de mortier, de brique et de moellons. Nouveauté à Novgorod qui va se retrouver souvent dans les édifices ultérieurs. 

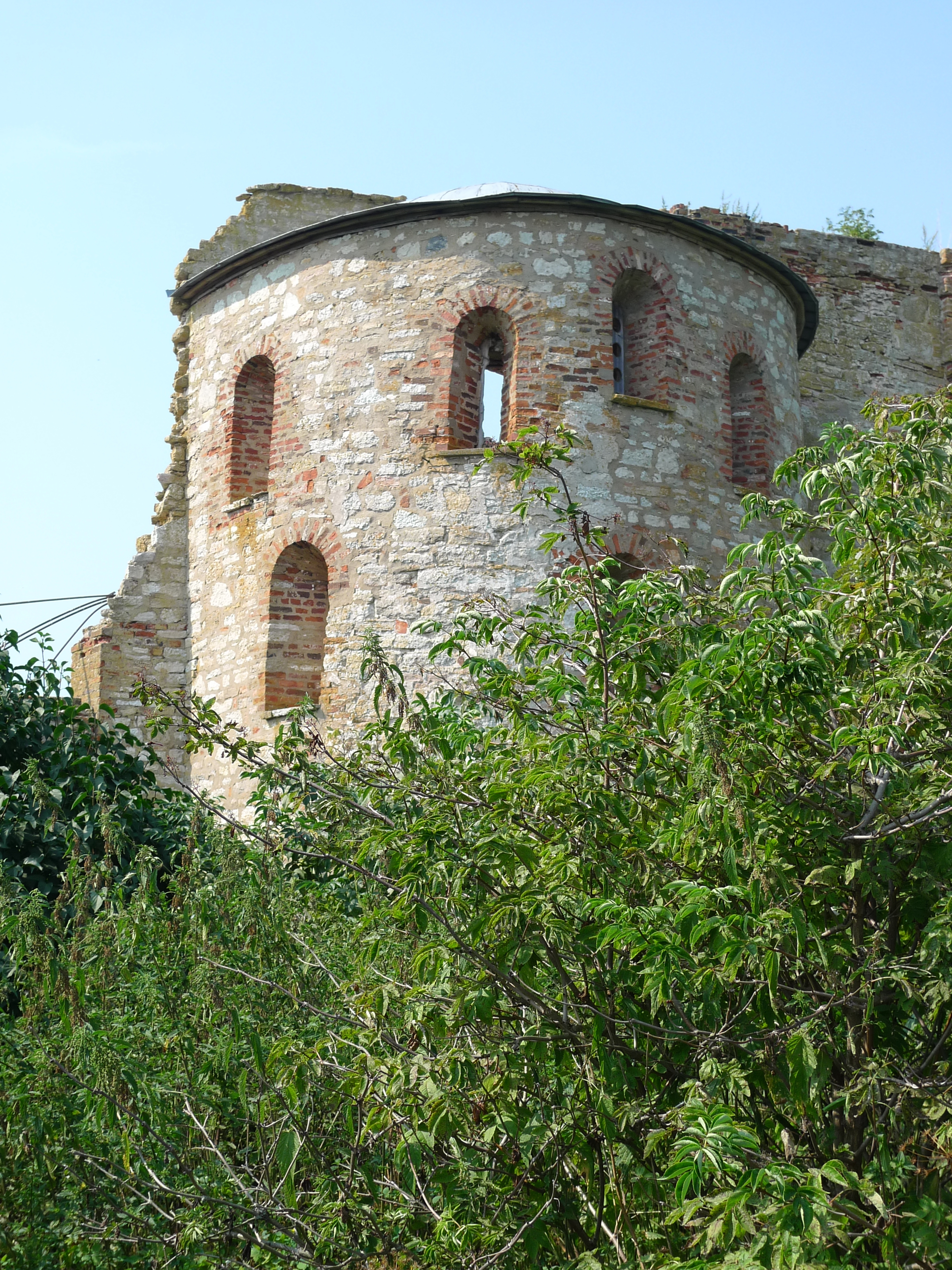
ruines de l'église de l'annonciation
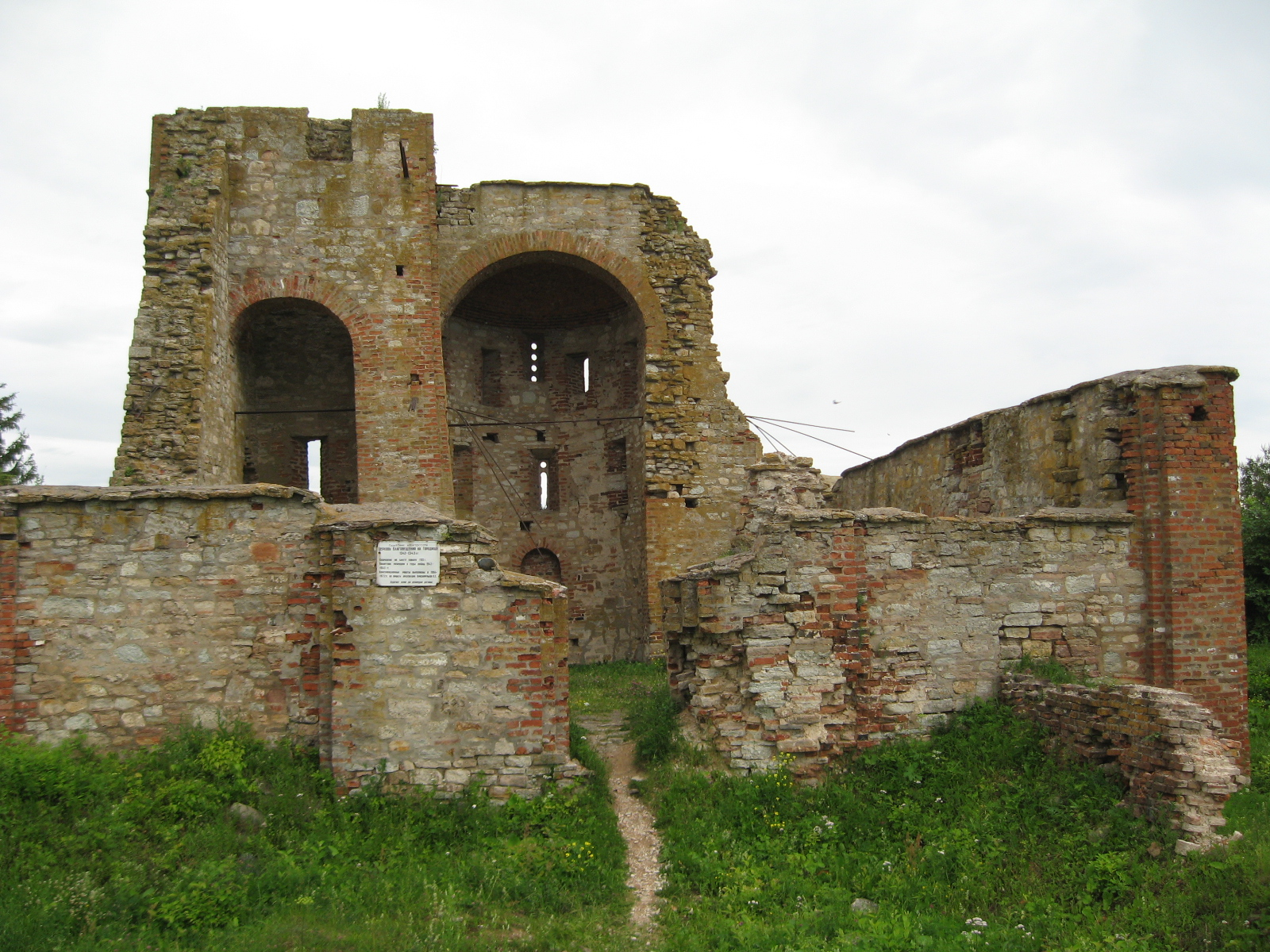
église de l'Annonciation
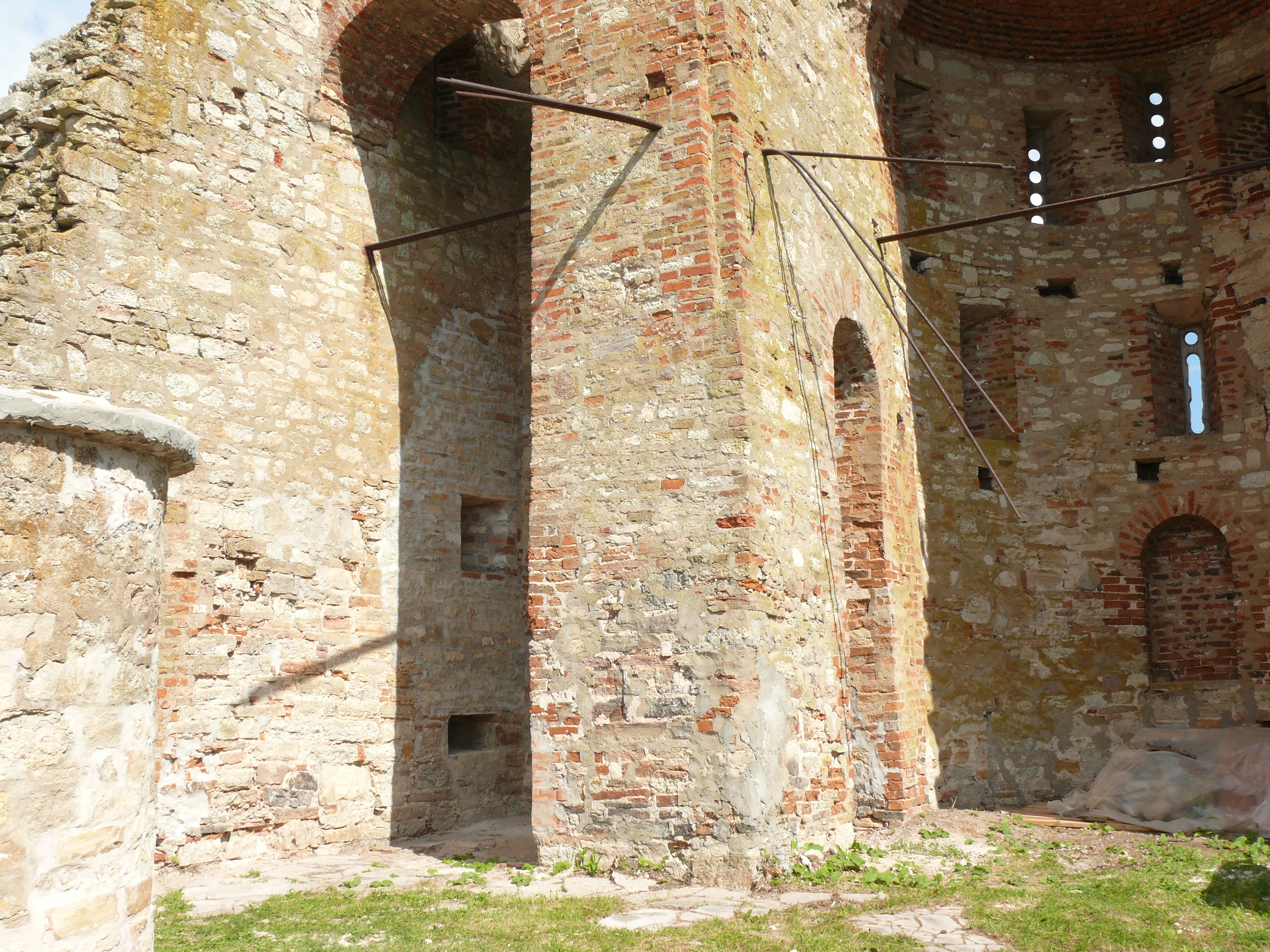
détails des murs
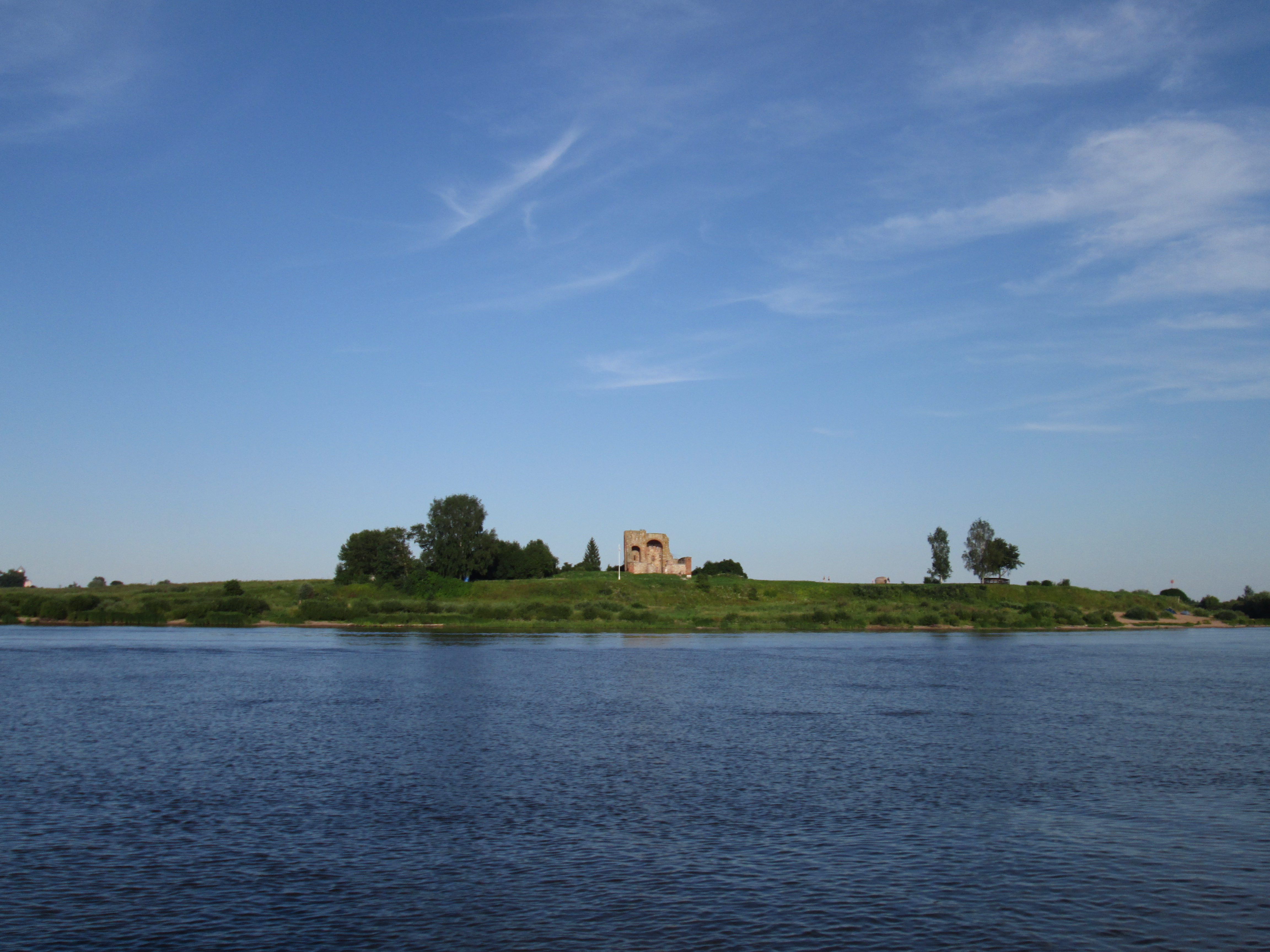
vue éloignée